# Dischidesia
Dischidesia là một chi bướm đêm thuộc họ Geometridae.